# Чемпіонат Європи з кросу 1997
Чемпіонат Європи з кросу 1997 був проведений 14 грудня в португальському Оейраші.
Вперше в історії змагань були розіграні окремі комплекти нагород серед юніорів (атлетів у віці до 20 років).

## Призери

### Чоловіки
| Першість | Золото | Золото  | Срібло | Срібло | Бронза                                                                                             | Бронза |
| -------- | --- | ------- | --- | ------ | -------------------------------------------------------------------------------------------------- | ------ |
| Особиста | Карстен Йоргенсен Данія                                                                                               | 27.19   | Клас Нюберг Швеція                                                                                              | 27.20  | Сергій Лебідь Україна                                                                              | 27.23  |
| Командна | Португалія Альфреду Браш (5) Домінгуш Каштру (8) Жозе Регалу (9) Альберту Маравілья (12) Жуан Жункейра Віктор Алмейда | 34 очки | Франція Мустафа Ессаїд (4) Бертран Фрешар (11) Ян Мійон (13) Абделлах Бехар (18) Жан-П'єр Лотреду Мохамед Еззер | 46     | Іспанія Хосе Мануель Гарсія (6) Хуліо Рей (7) Ісаак Вісіоса (20) Віктор Лопес (23) Франсіско Герра | 56     |

| Першість | Золото                                                                                                   | Золото  | Срібло                                                                            | Срібло | Бронза                                                      | Бронза |
| -------- | --- | ------- | --------------------------------------------------------------------------------- | ------ | ----------------------------------------------------------- | ------ |
| Особиста | Герт-Ян Ліферс Нідерланди                                                                                | 15.45   | Гюнтер Вайдлінгер Австрія                                                         | 15.50  | Мустафа Мохамед Швеція                                      | 16.00  |
| Командна | Іспанія Хуан Карлос Ігуеро (4) Хуан Хосе Лосано (6) Мігель Анхель Пінто (9) Роберто Кастро Адріан Гарсія | 19 очок | Португалія Мануель Сілва (13) Філіпе Педру (14) Мануель Даміан (16) Мігель Барруш | 43     | Румунія Мірча Бота (10) Келін Макря (15) Вірджил Сабоу (23) | 48     |

### Жінки
| Першість | Золото                                                                                              | Золото  | Срібло                                                                                 | Срібло | Бронза                                                                              | Бронза |
| -------- | --------------------------------------------------------------------------------------------------- | ------- | -------------------------------------------------------------------------------------- | ------ | ----------------------------------------------------------------------------------- | ------ |
| Особиста | Жоальсія Льядо Франція                                                                              | 17.20   | Єлена Фідатов Румунія                                                                  | 17.33  | Олівера Євтич Югославія                                                             | 17.37  |
| Командна | Франція Жоальсія Льядо (1) Янна Белькасем (7) Фатіма Івлен (13) Наталі Техера Родіца-Данієла Нагель | 21 очко | Румунія Єлена Фідатов (2) Мар'яна Кіриле-Станеску (5) Стела Олтяну (15) Марія Унгуряну | 22     | Іспанія Ана Ісабель Алонсо (8) Хулія Вакеро (17) Жаклін Мартін (21) Маріса Мартінес | 46     |

| Першість | Золото                                                                                        | Золото  | Срібло                                                                         | Срібло | Бронза                                                                             | Бронза |
| -------- | --------------------------------------------------------------------------------------------- | ------- | ------------------------------------------------------------------------------ | ------ | ---------------------------------------------------------------------------------- | ------ |
| Особиста | Соня Столич Югославія                                                                         | 9.09    | Моеніка Роза Португалія                                                        | 9.15   | Юдіт Хайнце Німеччина                                                              | 9.16   |
| Командна | Німеччина Юдіт Хайнце (3) Лариса Кляйнман (4) Лаура Зуффа (8) Сабріна Моккенгаупт Аня Карлзон | 15 очок | Югославія Соня Столич (1) Міряна Глісович (11) Марина Мунчан (21) Альміра Куці | 33     | Велика Британія Ребекка Вейд (12) Емі Вотерлоу (15) Луїза Келлі (16) Джиллі Інгман | 43     |

## Медальний залік
| Місце               | Країна              | Золото | Срібло | Бронза | Загалом |
| ------------------- | ------------------- | ------ | ------ | ------ | ------- |
| 1                   | Франція             | 2      | 1      | 0      | 3       |
| 2                   | Португалія          | 1      | 2      | 0      | 3       |
| 3                   | Югославія           | 1      | 1      | 1      | 3       |
| 4                   | Іспанія             | 1      | 0      | 2      | 3       |
| 5                   | Німеччина           | 1      | 0      | 1      | 2       |
| 6                   | Данія               | 1      | 0      | 0      | 1       |
| 6                   | Нідерланди          | 1      | 0      | 0      | 1       |
| 8                   | Румунія             | 0      | 2      | 1      | 3       |
| 9                   | Швеція              | 0      | 1      | 1      | 2       |
| 10                  | Австрія             | 0      | 1      | 0      | 1       |
| 11                  | Велика Британія     | 0      | 0      | 1      | 1       |
| 11                  | Україна             | 0      | 0      | 1      | 1       |
| Загалом (12 збірні) | Загалом (12 збірні) | 8      | 8      | 8      | 24      |

## Українці на чемпіонаті

### Чоловіки
| Місце | Атлет                                  | Результат |
| ----- | -------------------------------------- | --------- |
| 3     | Сергій Лебідь Дніпропетровська область | 27.23     |

| Місце           | Атлет | Результат |
| --------------- | ----- | --------- |
| участі не брали |       |           |

### Жінки
| Місце           | Атлетка | Результат |
| --------------- | ------- | --------- |
| участі не брали |         |           |

| Місце | Атлетка                                | Результат |
| ----- | -------------------------------------- | --------- |
| 27    | Тетяна Купінська Тернопільська область | 27.23     |
| 41    | Марина Дуброва Київ                    | 10.09     |